# Massagno
Massagno è un comune svizzero di 7 050 abitanti del Canton Ticino, nel distretto di Lugano.

## Storia
Il territorio collinare di Massagno è abitato fin dal neolitico e la scoperta di varie tombe di epoca romana confermano la presenza di popolazioni anche nei periodi successivi.
"Nel Medioevo la vicinanza di Massagno, nata dall'unione delle comunità di Massagno e Gerso, faceva parte della pieve di Lugano. Vi possedevano dei beni il capitolo collegiale di San Lorenzo a Lugano (IX-X secolo), attestato come detentore di diritti fondiari anche nel 1198."
Nel 1804 ha inglobato parte del comune soppresso di Rovello.
Massagno è uno dei comuni più popolosi dell'agglomerato di Lugano ed è ormai prevalentemente residenziale.

### Simboli
Lo stemma del comune di Massagno è così blasonato:
D'azzurro, alla pianta di castagno, sradicata, ramosa di quattro, due in sbarra, a destra, due in banda, a sinistra, fogliati, il primo di quattro, due per lato, il secondo e il terzo, di due, uno per lato, il quarto di uno, in cima, di verde, ogni ramo fruttato di uno, di rosso, aperto d'oro, la pianta su un monte ristretto, convesso, di verde, la pianta accompagnata in capo da un sole figurato, raggiato di sedici, d'oro, alla campagna d'azzurro, ondeggiata d'argento.

## Monumenti e luoghi d'interesse

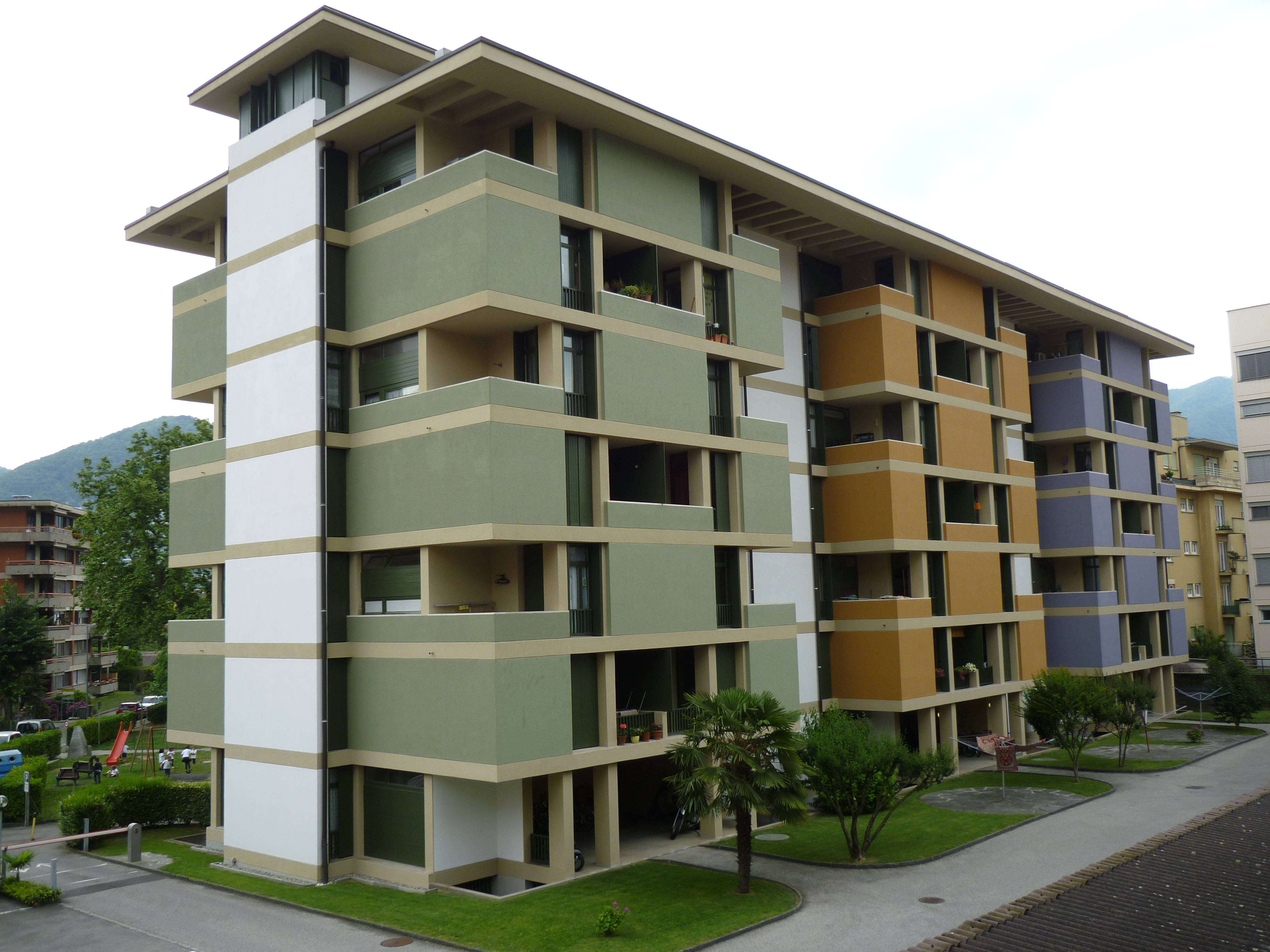
Casa d'appartamenti Albairone

- Chiesa parrocchiale di Santa Lucia, eretta nel 1931 in sostituzione della preesistente chiesa del 1530[1]L'antica chiesa Santa Lucia di Massagno, demolita nel 1931 per ampliare la Via del San Gottardo

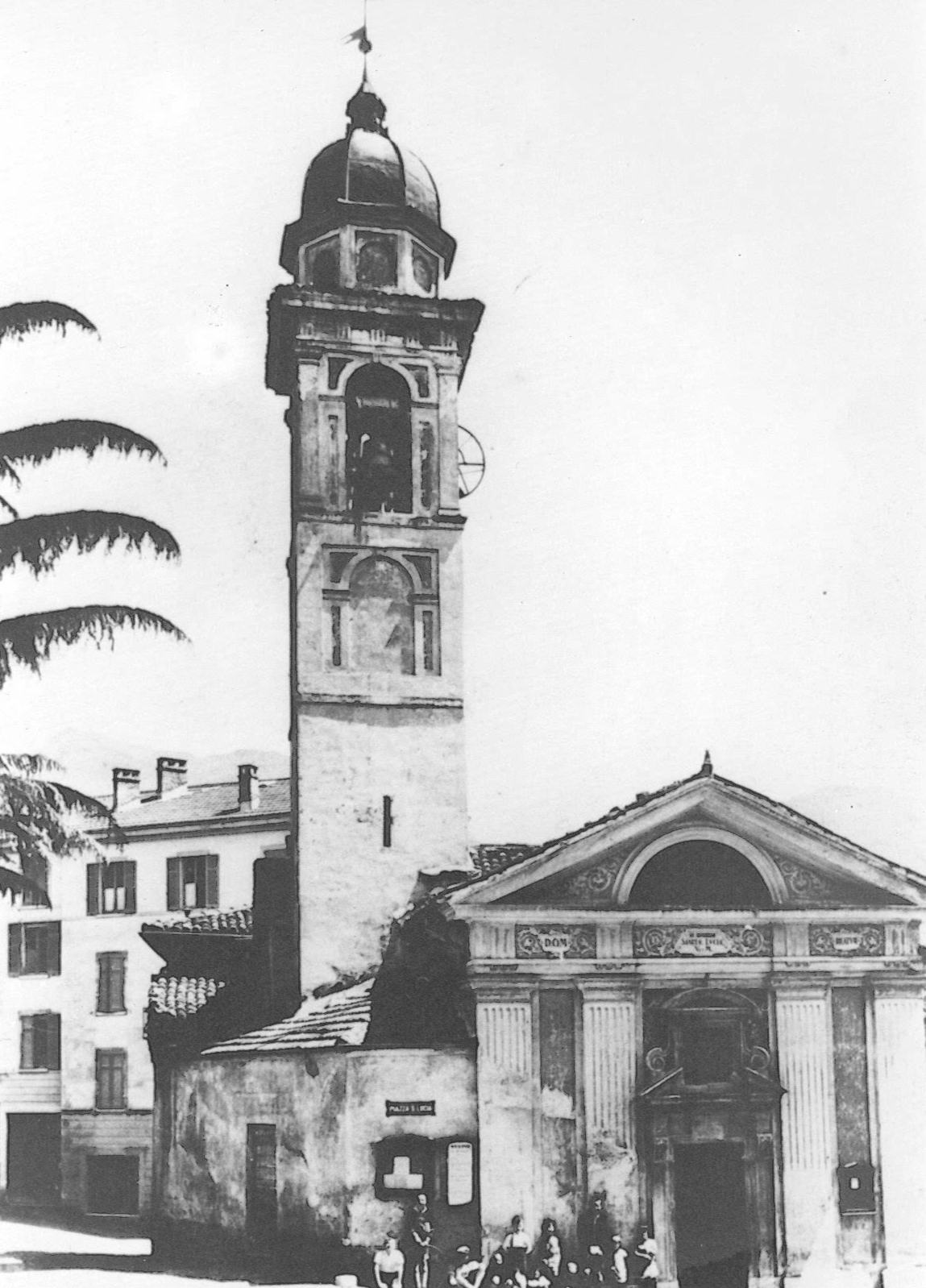
L'antica chiesa Santa Lucia di Massagno, demolita nel 1931 per ampliare la Via del San Gottardo

- Oratorio della Madonna della Salute, eretto nel 1710 in seguito a un'epidemia di peste[1]
- Oratorio di Sant'Antonio di Padova in località Gerso, eretto nel 1655-1670[1]
- Casa d'appartamenti Albairone, in via Ceresio 5-9, un bene culturale svizzero d'importanza nazionale
- Nuove Scuole Elementari di Massagno (inaugurate il 2 settembre 2017), progetto della comunità di lavoro degli architetti Durisch-Nolli-Giraudi-Radczuweit
- Parco panoramico Tre Pini

## Società

### Evoluzione demografica
L'evoluzione demografica è riportata nella seguente tabella:
Tra tutti i comuni Ticinesi, Massagno ha la più alta densità di popolazione, ovvero 8 586,3 abitanti per km² (elenco dei comuni Ticinesi, dal 1º gennaio 2019).

### Religione
Al censimento del 2000, 3 837 abitanti (68%) erano cattolici romani, mentre 362 (6,5%) appartenevano alla Chiesa svizzera riformata. C'erano 1 054 persone (circa il 19%) che appartenevano o meno ad un'altra chiesa, e 305 persone (circa il 5,4% della popolazione) non hanno risposto alla domanda. Esiste la parrocchia cattolica romana di Santa Lucia
Per quanto riguarda la chiesa cattolica vi sono tre edifici: Chiesa di Santa Lucia, Chiesetta della Madonna della Salute ed infine l'oratorio di Sant'Antonio.

## Geografia
Il nucleo abitato è il prolungamento della città di Lugano dalla stazione di Lugano FFS verso nord. La via centrale (via San Gottardo) fa parte della strada cantonale che porta al valico del Monte Ceneri.
Massagno ha una superficie di 0,73 km² ed è quindi uno dei comuni più piccoli della Svizzera in termini di superficie (al 13º posto della lista di 2 212 comuni in ordine crescente di superficie, al 1º gennaio 2019). Il comune si trova tra i 361 e i 387 m s.l.m. I comuni limitrofi sono Lugano e Savosa.

## Amministrazione

### Municipio
La Città è diretta da una municipalità composta da sette membri, incluso il Sindaco, con un mandato di 4 anni, che forma l'organo esecutivo:
- Giovanni Bruschetti, Sindaco (Amministrazione - Cultura - Finanze - Azienda elettrica)
- Paola Bagutti, Vice-Sindaco (Edilizia pubblica - Edilizia privata)
- Sabrina Gendotti (Sicurezza pubblica - Turismo - Centro sportivo Valgersa)
- Giovanni Pozzi (Educazione - Tempo libero e associazioni - Culto - Contenzioso)
- Renato Tami (Piano regolatore - Circolazione traffico e viabilità)
- Anke van der Mei Lombardi (Previdenza sociale - Salute pubblica)
- Adriano Venuti (Tematiche giovanili - Protezione ambiente - Genio civile)

Il potere legislativo è esercitato dal Consiglio comunale, istituito il 13 marzo 1928, ed è composto di 30 membri.

### Consiglio comunale
Per la legislatura 2021-2025, il Consiglio comunale comprende i seguenti partiti: 
- Partito popolare democratico (PPD) + GG con 13 consiglieri
- Partito socialista (PS) e Verdi con 7 consiglieri
- Partito liberale radicale (PLR) e GLR con  consiglieri
- Lega dei ticinesi (LEGA) - UDC - Indipendenti con 4 consiglieri

### Patriziato
Ogni famiglia originaria del luogo faceva parte del cosiddetto comune patriziale ed aveva la responsabilità della manutenzione di ogni bene ricadente all'interno dei confini del comune.
Il Patriziato di Massagno è estinto.

## Traffico
Massagno si trova in prossimità della stazione FFS di Lugano sull'asse del San Gottardo, che attraversa la Galleria di base del San Gottardo, inaugurata nel 2018, e quindi sul suo asse principale Zurigo - Milano. La galleria di base del Monte Ceneri, inaugurata nel 2020,  ha migliorato il collegamento di Lugano (e quindi anche di Massagno) con le città di Bellinzona e Locarno. Il tempo di percorrenza tra Locarno e Lugano è stato ridotto dal nuovo tunnel da 50 a 22 minuti.
Si prevede di riempire la trincea, dove i binari ferroviari corrono prima dell'ingresso nord della stazione di Lugano e che attraversa il territorio del comune di Massagno, e di creare un parco sull'area risultante.

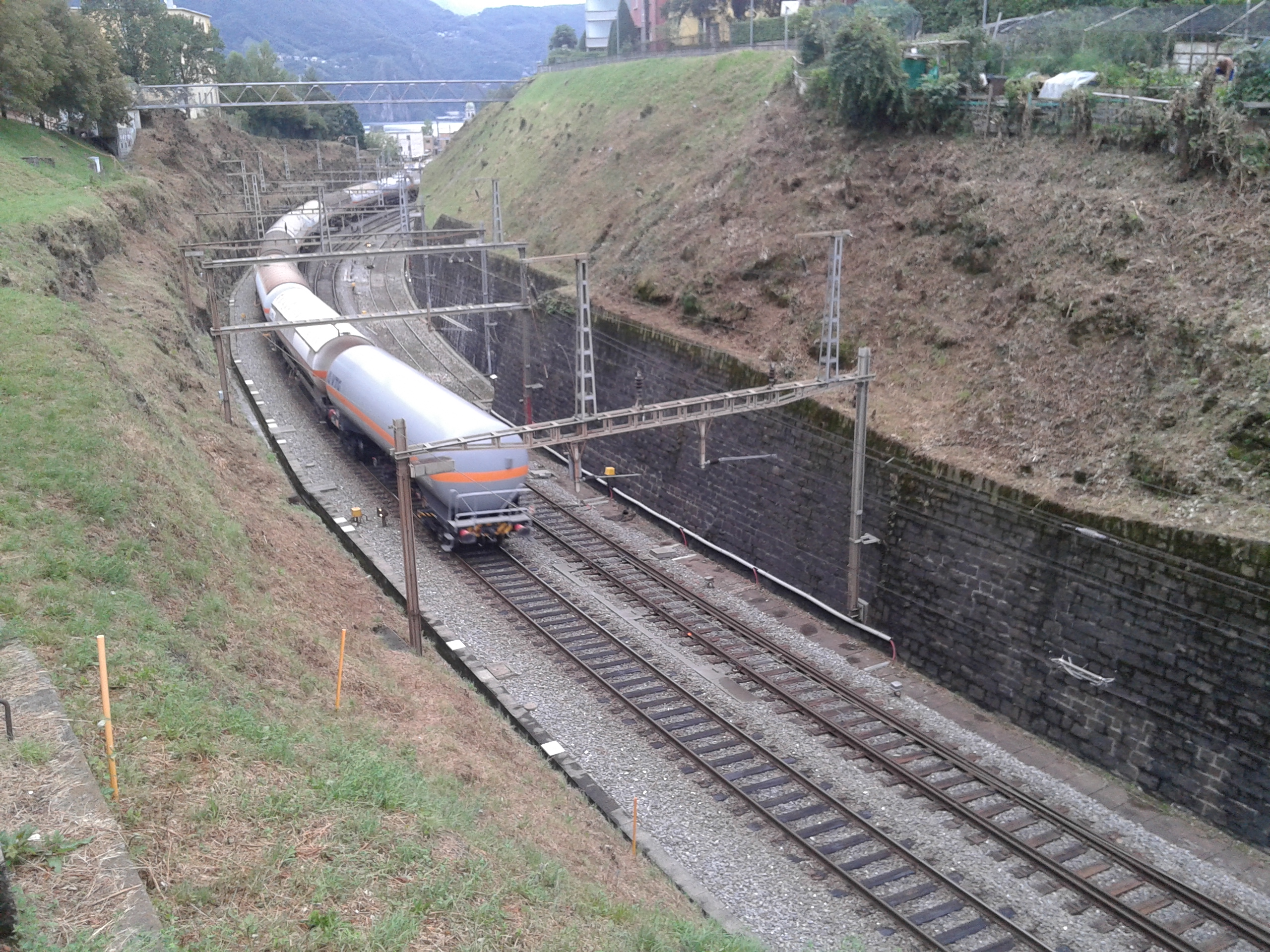
Trincea

La Ferrovia Lugano-Tesserete era una linea a scartamento ridotto in partenza dalla stazione ferroviaria di Lugano a Tesserete nel 1907. La prima fermata dopo la stazione di Lugano si trovava a Massagno. La ferrovia è stata elettrificata fin dall'inizio ed è stata sostituita da una linea di autobus nel 1967.

## Sport
A Massagno ha sede la squadra di pallacanestro Società Atletica Basket Massagno (SAM Basket). Il SAM Basketball gioca nella Swiss Basketball League, il campionato di serie A in Svizzera.